# غواصة يو بي-28
يو بي-28 غواصة ألمانية من فئة يو بي2 خدمت في البحرية الإمبراطورية الألمانية خلال الحرب العالمية الأولى. تم طلب الغواصة في 30 أبريل 1915 وأطلقت في 20 ديسمبر 1915. تم تكليفها في البحرية الإمبراطورية الألمانية في 27 ديسمبر 1915 باسم يو بي-28.